# Kadampur, Mundargi
Kadampur là một làng thuộc tehsil Mundargi, huyện Gadag, bang Karnataka, Ấn Độ.